# Mediaset España
Mediaset España, la cui ragione sociale è Grupo Audiovisual Mediaset España Comunicación S.A.U. è un'azienda spagnola, la cui attività si concentra essenzialmente sulla produzione e la messa in onda di contenuti televisivi. È interamente controllata del gruppo MFE - MediaForEurope N.V. (parte del gruppo Fininvest della famiglia Berlusconi).

## Storia
Fu inizialmente fondata nel 1989 come Gestevisión Telecinco, S.A., una società guidata da Fininvest (la cui quota fu poi conferita al Gruppo Mediaset).
Nel 2003 il Gruppo Mediaset ne acquisisce la maggioranza delle azioni. L'anno seguente la società è quotata presso le Borse Valori spagnole di Barcellona, Bilbao, Madrid e Valencia. Nel 2011 l'azienda muta la propria denominazione in Mediaset España (la nuova ragione sociale è Mediaset España Comunicatión S.A)

### Gruppo MFE - MediaForEurope

#### Primo tentativo di fusione
Il 10 giugno 2019, Mediaset S.p.A., capogruppo del noto gruppo televisivo ed editoriale italiano e azionista di maggioranza di Mediaset España, ha annunciato l'intenzione di proporre all'assemblea degli azionisti una riorganizzazione del gruppo, volta al rafforzamento dall'azionariato e all'espansione europea del gruppo.
La proposta prevede la separazione ed il conferimento dei propri affari italiani ad una consociata italiana, interamente partecipata. Lo scopo di tale operazione è quello di procedere ad una fusione per incorporazione della capogruppo con la controllata spagnola Mediaset España (scorporando anch'essa in una società interamente partecipata le attività operative spagnole) andando a costituire MediaforEurope NV, azienda europea con sede legale nei Paesi Bassi, domicilio fiscale in Italia e sedi operative a Cologno Monzese e Madrid.
L'azienda verso cui confluiscono tutte le attività e partecipazioni di Mediaset (escluse quelle principali), sarebbe quotata a Milano e a Madrid e disporrebbe di un nuovo statuto che, grazie alle azioni di voto speciali (multiplo) blinderebbe di fatto il controllo di MFE sotto Fininvest.
L'operazione, approvata dall'assemblea di Mediaset il 4 settembre 2019, è bloccata dall'opposizione del secondo socio di Mediaset, il gruppo francese Vivendi, che presenta ricorso in tribunale.

#### Creazione di MFE e OPAS su Mediaset España
Il 4 maggio 2021 Fininvest, Mediaset e Vivendi annunciano di aver raggiunto un accordo che consentirà la riorganizzazione del gruppo.
Il 23 giugno 2021 l'assemblea degli azionisti del gruppo Mediaset, controllata da Fininvest, approva il trasferimento della sede legale della capogruppo Mediaset S.p.A. nei Paesi Bassi. Le attività italiana vengono conferite a Mediaset Italia S.p.A., la nuova controllata italiana del gruppo. Il trasferimento diviene effettivo il 18 settembre 2021.
Con il cambio di sede, Mediaset fissa al 25 novembre 2021 l’assemblea degli azionisti chiamati al voto sul cambio del nome della società in «MFE - MediaForEurope». In seguito a tale operazione, la controllata italiana assume la denominazione Mediaset S.p.A.
Nel dicembre 2021, MFE adotta una nuova struttura per il proprio capitale. Quest'operazione blinda e semplifica il controllo della società da parte di Fininvest, anche nell'eventualità di nuove emissioni di azioni per l'acquisizione di Mediaset España.
Il 24 maggio 2022, MFE lancia un'offerta pubblica di acquisto nei confronti di Mediaset España (di cui possiede già il 55,69%), finanziata parzialmente con l'emissione di nuove azioni MFE A (classe con diritti di voto ridotti). L'operazione si conclude con l'acquisizione da parte di MFE del 27,23% del capitale di Mediaset España, raggiungendo quindi una quota del 82,92%.

#### Fusione e riorganizzazione del gruppo
Il 30 gennaio 2023, i consigli di amministrazione delle società MFE - MediaForEurope N.V. e Mediaset España Comunicatión S.A hanno annunciato un "Progetto comune di fusione transfrontaliera" che prevede:
- il conferimento (segregación) di tutto il patrimonio, i debiti e i dipendenti di Mediaset España (esclusa una parte di liquidità e la quota in ProSiebenSat.1) presso una nuova società, interamente partecipata da Mediaset España, denominata "Grupo Audiovisual Mediaset España Comunicación, S.A.U.", che diventa la nuova holding spagnola del gruppo.
- La fusione per incorporazione della controllata Mediaset España Comunicatión S.A nella controllante MFE - MediaForEurope N.V. Ciascun azionista di Mediaset España ha diritto a ricevere 7 azioni MFE A di nuova emissione per ciascun azione posseduta.
- La cancellazione di 88.707.693 azioni ordinarie “A” proprie di MFE detenute da MFE in portafoglio a seguito del buyback dell'anno precedente.[15]
- La quotazione delle azioni MFE A presso la Borsa di Madrid entro tre mesi dalla fusione.

In data 15 marzo 2023, le assemblee di MFE - MediaForEurope N.V. e di Mediaset España Comunicatión S.A hanno approvato la riorganizzazione. Contestualmente, MFE ha acquistato la partecipazione in Mediaset España detenuta da Vivendi, pari all'1.05% circa del capitale.
La fusione diviene effettiva il 3 maggio 2023. MFE emette 13 milioni di azioni MFE A a favore degli ex soci spagnoli.
Le operazioni spagnole del gruppo passano sotto la gestione della nuova società GA Mediaset España, interamente partecipata da MFE.
Il 14 giugno 2023, le azioni MFE A sono state ammesse alla quotazione presso le Borse Valori spagnole di Barcellona, Bilbao, Madrid e Valencia.

## Canali
Attualmente gestisce i seguenti canali televisivi in DTT:
| Logo | Canale              | Data di lancio    | Formato | Descrizione                                                                                         |
| ---- | ------------------- | ----------------- | ------- | --------------------------------------------------------------------------------------------------- |
|      | Telecinco           | 3 marzo 1990      | HD      | Canale generalista che propone programmi di intrattenimento come reality show, concorsi e serie tv. |
|      | Cuatro              | 7 novembre 2005   | HD      | Canale generalista dedicato al pubblico giovane con serie americane, magazine e attualità.          |
|      | Factoría de Ficción | 18 febbraio 2008  | HD      | Canale dedicato alle fiction.                                                                       |
|      | Boing               | 10 settembre 2010 | HD      | Canale dedicato ai bambini con cartoni animati e serie tv.                                          |
|      | Divinity            | 1º marzo 2011     | HD      | Canale interamente dedicato al pubblico femminile con serie tv, attualità e moda.                   |
|      | Energy              | 9 gennaio 2012    | HD      | Canale dedicato ad un pubblico maschile con molto spazio per film e serie tv.                       |
|      | Be Mad              | 21 aprile 2016    | HD      | Canale dedicato al pubblico maschile.                                                               |

## Società del gruppo
La struttura e le partecipazioni del gruppo, aggiornate al 3 maggio 2023, risultano essere le seguenti:
- Grupo Audiovisual Mediaset España Comunicación, S.A.U. (100%):
  - Publiespaña S.A.U. (100%)
    - Publimedia Gestión S.A.U. (100%)
    - NETSONIC S.L. (100%)
    - ANINPRO CREATIVE S.L. (51%)
      - BE A TIGER S.L.U. (100%)
      - BE A IGUANA S.L.U. (100%)
      - ENGAGE 2021 S.L.U. (100%)
      - SOCIAL HALO 2021 S.L.U. (100%)
      - SOCIAL 15D 2021 S.L.U. (100%)

    - Adtech Ventures S.p.A. (50%)
      - European Broadcaster Exchange Limited (25%)

  - CONNECTA 5 TELECINCO S.A.U. (100%)
  - Mediacinco Cartera S.L. (100%)
  - Grupo Editorial Tele 5 S.A.U. (100%)
  - Advertisement 4 Adventures S.L.U. (100%)
  - Producción Y Distribución de Contenidos Audiovisuales Mediterráneo S.L.U. (100%)
    - Telecinco Cinema S.A.U. (100%)
      - Furia de Titanes II A.I.E. (34%)

    - MegaMedia Television S.L. (100%)
    - Supersport Television S.L. (62,5%)
    - EI Desmarque Portal Deportivo S.L. (80%)
    - Unicorn Content S.L. (30%)
    - Alma Productora Audiovisual S.L. (30%)
    - Bulldog TV Spain S.L. (30%)
    - La Fabrica De La Tele S.L. (30%)
    - Producciones Mandarina S.L. (30%)
    - Alea Media S.A. (40%)
    - Fenix Media Audiovisual S.L.